# Подрыв автомобиля у Кроссмаглена
Подрыв автомобиля у Кроссмаглена (англ. Crossmaglen bombing), также известный как Подрыв автомобиля Королевской полиции Ольстера с помощью мины-ловушки (англ. 1970 RUC booby-trap bombing) — осуществлённый боевиками «временного» крыла Ирландской республиканской армии теракт у Кроссмаглена (графство Арма) 11 августа 1970 года. В результате взрыва автомобиля погибли два сотрудника Королевской полиции Ольстера. Они были первыми сотрудниками Королевской полиции, погибшими от рук республиканцев во время конфликта в Северной Ирландии и первыми представителями служб безопасности, убитыми в Южном Арма — оплоте деятельности всех слоёв ИРА.

## Предыстория
Конфликт в Северной Ирландии начался в августе 1969 года во время схватки за Богсайд и последовавших за ним беспорядков. 29-летний Виктор Орбакл стал первым сотрудником Королевской полиции Ольстера, убитым в ходе конфликта: 12 октября его застрелили боевики Ольстерских добровольческих сил во время беспорядков в белфастском районе Шенкилл. Лоялисты вышли на улицы в знак протеста против отчёта Ханта, требовавшего распустить специальные подразделения Королевской полиции Ольстера и полностью её разоружить.

## Теракт
11 августа 1970 года 23-летний Сэмюэль Дональдсон и 26-летний Роберт Миллар отправились из Кроссмаглена с целью осмотра подозрительного автомобиля Ford Cortina красного цвета, который был брошен неизвестными на Лиссароу-Роуд (англ. Lissaraw-Road) недалеко от деревни. Один из офицеров попытался открыть дверь автомобиля, и в этот момент прогремел взрыв. Оба офицера получили тяжелейшие ранения и от ударной волны перелетели за изгородь. Взрыв услышали в участке Королевской полиции Кроссмаглена и срочно госпитализировали обоих, однако офицеры скончались от полученных ранений на следующий день. Они стали первыми сотрудниками служб безопасности Великобритании, погибшими от рук ирландских националистов.
Оказалось, что в автомобиле была заложена бомба-ловушка со взрывчатым веществом — 9,1 кг гремучего студня. Расследование установило, что 7 августа автомобиль угнали из Ньюри, со стоянки у гостиницы «Ардмор», а бомбу собрал и заложил отряд активной службы, в составе которого были ирландские добровольцы из местечек Наван (графство Мит) и Инишкин (графство Монахан). Командовал группой известный в республиканских кругах повстанец Шон Макстивен.

## Последствия
В тот же день, когда прогремел взрыв, на кладбище Миллтаун состоялись похороны Джимми Стила, ирландского националиста, участника гражданской войны в Ирландии на стороне ИРА: на похоронах присутствовали тысячи людей, в том числе и Джерри Адамс. Следующее убийство представителей британских служб безопасности состоялось в феврале 1971 года, когда в Белфасте был убит канонир Британской армии Роберт Кёртис — первый британский солдат, убитый в конфликте. Позже Кроссмаглен стал одним из сильнейших оплотов ИРА за время конфликта, где ирландские националисты провели достаточно большое количество нападений на британскую армию и полицию.